# Roman Wörndle
Roman Wörndle (ur. 4 października 1913 w Partenkirchen, zm. 2 lutego 1942 w Lemnicy) – niemiecki narciarz alpejski, brązowy medalista mistrzostw świata. 
Wziął udział w mistrzostwach świata w Sankt Moritz w 1934 roku, gdzie zajął 9. miejsce w zjeździe, 24. w slalomie i 18. w kombinacji. Podczas rozgrywanych dwa lata później mistrzostw świata w Chamonix w 1937 roku wywalczył brązowy medal w slalomie. Wyprzedzili go jedynie Francuz Émile Allais i Austriak Wilhelm Walch. Dwa dni wcześniej był dwunasty w zjeździe, a w kombinacji był ósmy. Brał też udział w mistrzostwach świata w Engelbergu w 1938 roku, zajmując piąte miejsce w zjeździe, jedenaste w slalomie i szóste w kombinacji.
W 1936 roku wziął udział w igrzyskach olimpijskich w Garmisch-Partenkirchen, gdzie zajął piąte miejsce w kombinacji alpejskiej.
Zginął w trakcie II wojny światowej na froncie wschodnim w okolicach miejscowości Lemnica, obecnie w obwodzie witebskim na Białorusi.

## Osiągnięcia

### Igrzyska olimpijskie
| Miejsce | Dzień    | Rok  | Miejscowość            | Konkurencja | Czas biegu | Strata    | Zwycięzca   |
| ------- | -------- | ---- | ---------------------- | ----------- | ---------- | --------- | ----------- |
| 5.      | 9 lutego | 1936 | Garmisch-Partenkirchen | Kombinacja  | 99,25 pkt  | -8,09 pkt | Franz Pfnür |

### Mistrzostwa świata
| Miejsce | Dzień     | Rok  | Miejscowość  | Konkurencja | Czas biegu | Strata     | Zwycięzca       |
| ------- | --------- | ---- | ------------ | ----------- | ---------- | ---------- | --------------- |
| 9.      | 15 lutego | 1934 | Sankt Moritz | Zjazd       | 4:27,2     | +32,6      | David Zogg      |
| 24.     | 17 lutego | 1934 | Sankt Moritz | Slalom      | 1:49,0     | +22,2      | Franz Pfnür     |
| 18.     | 17 lutego | 1934 | Sankt Moritz | Kombinacja  | 99,23 pkt  | -13,13 pkt | David Zogg      |
| 14.     | 24 lutego | 1935 | Mürren       | Slalom      | 1:46,1     | +11,5      | David Zogg      |
| 23.     | 25 lutego | 1935 | Mürren       | Zjazd       | 3:30,4     | +32,4      | Anton Seelos    |
| 15.     | 25 lutego | 1935 | Mürren       | Kombinacja  | 96,63 pkt  | -8,21 pkt  | Anton Seelos    |
| 12.     | 13 lutego | 1937 | Chamonix     | Zjazd       | 4:03,4     | +34,8      | Émile Allais    |
| 3.      | 15 lutego | 1937 | Chamonix     | Slalom      | 2:10,8     | +3,6       | Émile Allais    |
| 8.      | 15 lutego | 1937 | Chamonix     | Kombinacja  | 400,4 pkt  | +39,0 pkt  | Émile Allais    |
| 5.      | 5 marca   | 1938 | Engelberg    | Zjazd       | 3:17,8     | +10,8      | James Couttet   |
| 11.     | 6 marca   | 1938 | Engelberg    | Slalom      | 3:03,4     | +21,1      | Rudolf Rominger |
| 6.      | 6 marca   | 1938 | Engelberg    | Kombinacja  | 331 pkt    | +21 pkt    | Émile Allais    |